# Dorsale Kolbeinsey
La dorsale Kolbeinsey è un segmento della dorsale medio atlantica situato a nord dell'Islanda, nel Mar Glaciale Artico.
La dorsale è delimitata a sud dalla zona di frattura Tjörnes, che collega la dorsale sottomarina al centro di rifting di terraferma della zona vulcanica settentrionale, nella parte orientale dell'Islanda.
Le due isolette vulcaniche Kolbeinsey e Grímsey si trovano lungo la dorsale Kolbeinsey.